# Manuel Tena López
Manuel Tena López (* 8. September 1976 in Alcalá de Henares) ist ein spanischer Fußballspieler, der bei FC Getafe in der spanischen Primera División spielt.

## Spielerkarriere
Manuel Tena stammt aus der Jugend des spanischen Spitzenclubs Real Madrid, für dessen erste Mannschaft er in seiner Karriere jedoch nur ein Spiel bestritt, als er in der Saison 1998/99 Stammspieler im B-Team in der Segunda División war und nebenher einige Male im Kader des A-Teams stand. Im Jahr 1999 wechselte er zum Erstligisten Real Valladolid, wo er in seiner ersten Saison jedoch nur auf drei Einsätze kam. Deshalb entschloss sich der Verein ihn für die Saison 2000/2001 an den Zweitligisten Córdoba CF ausgeliehen, wo er auf Anhieb Stammspieler wurde.
Anschließend bekam er 2001 die Möglichkeit zu Valladolid zurückzukehren, wo er auf immerhin 20 Erstliga-Einsätze kam. Dennoch verließ er den Verein nach der Saison, um beim Zweitligisten FC Getafe anzuheuern, mit dem er 2003/2004 den Aufstieg in die Primera División erreichte. Mit Getafe erreichte Manuel Tena in der Saison 2006/2007 das Finale der Copa del Rey, scheiterte jedoch am favorisierten FC Sevilla.

## Erfolge
- 2003/2004 – Aufstieg in die Primera División mit FC Getafe